# Nymphaea paganuccii
Nymphaea paganuccii ist eine Pflanzenart aus der Gattung der Seerosen (Nymphaea) innerhalb der Familie der Seerosengewächse (Nymphaeaceae). Diese Wasserpflanze ist ein Endemit und kommt nur im brasilianischen Bundesstaat Pará vor.

## Beschreibung

### Vegetative Merkmale
Nymphaea paganuccii ist eine ausdauernde krautige Pflanze. Sie bildet zylindrischen Rhizome, aber keine Ausläufer aus.
Die Laubblätter sind in Blattstiel und -spreite gegliedert. Die unbehaarten, grünen, robusten Blattstiele haben vier primäre zentrale und vier sekundäre periphere Luftkanäle. Die einfach Blattspreite ist bei einer Länge von 15,3 bis 19,8 Zentimetern sowie einer Breite von 10 bis 17,3 Zentimetern elliptische, suborbikuläre bis orbikuläre Blattspreite ist ganzrandig mit flachem Rand.

### Generative Merkmale
Der robuste, bräunliche, unbehaarte Blütenstiel hat sechs primäre zentrale und zwölf sekundäre periphere Luftkanäle. Die nachtblühenden Blüten schwimmen auf der Wasseroberfläche.
Die bei einer Länge von 1 bis 1,2 Millimetern sowie einem Durchmesser von 0,7 bis 0,8 Millimetern eiförmigen, glatten, pilösen Samen haben Trichome, die in durchgehenden Längslinien angeordnet sind.

## Ökologie

### Vegetative Vermehrung
Sowohl Stolonen als auch proliferierende Pseudanthien werden nicht ausgebildet.

### Generative Vermehrung
Blüte und Fruchtbildung wurden im Juli beobachtet. Die sexuelle Fortpflanzung spielt bei dieser Art eine entscheidende Rolle.
Käfer der Gattung Cyclocephala besuchen die Blüten von Nymphaea paganuccii und wurden in ihnen gefangen, was auf eine Bestäubung durch diese Käfer hindeutet.

## Systematik

### Typusexemplar
Das Typusexemplar wurde durch C. T. Lima und L. Lima am 18. Juli 2011 in einer Lagune am Fluss Tapajós in der Gemeinde Santarém im brasilianischen Bundesstaat Pará in einer Tiefe von 1 bis 3 Metern gesammelt.

### Taxonomie
Die Erstbeschreibung von Nymphaea paganuccii erfolgte 2021 durch Carla Teixeira de Lima und Ana Maria Giulietti in Nymphaeaceae of Brasil. in Sitientibus série Ciências Biológicas, 21, 2021, S. 42. Das Artepitheton paganuccii ehrt Prof. Dr. Luciano Paganucci de Queiroz von der Staatlichen Universität von Feira de Santana, Brasilien.

### Position innerhalb von der GattungNymphaea
Nymphaea paganuccii wird in die Untergattung Nymphaea subg. Hydrocallis eingeordnet.

### Lebensraum
Sie kommt in den aquatischen Lebensräumen des Amazonas-Regenwaldes vor. Die Wassertiefe des Lagunenlebensraums der Typuslokalität schwankt in Abhängigkeit von den Niederschlägen in der Region, wobei zwischen August und Dezember eine vollständige Trockenperiode eintritt. An diesem Standort kommen auch weitere Seerosenarten vor, nämlich Nymphaea amazonum, Nymphaea pedersenii, Nymphaea rapinii, sowie Nymphaea lingulata.